# Giro d'Italia 2004
Den 87. udgave af cykelløbet Giro d'Italia blev arrangeret over 20 etaper i tidsrummet 8. – 30. maj 2004.
Damiano Cunego (22 år) vandt overraskende løbet sammenlagt. Han skulle oprindelig være hjælperytter for titelforsvaren Gilberto Simoni. Alessandro Petacchi vandt hele ni etaper, og pointtrøjen, mens Fabian Wegmann noget overraskende tog bjergtrøjen.

## Etaperne
| Etape     | Dag     | Start – Mål                                | km       | Etapevinder         | Maglia rosa        |
| --------- | ------- | ------------------------------------------ | -------- | ------------------- | ------------------ |
| Prolog    | 8. maj  | Genova                                     | 6,9      | Bradley McGee       | Bradley McGee      |
| 1. etape  | 9. maj  | Genova – Alba                              | 143      | Alessandro Petacchi | Olaf Pollack       |
| 2. etape  | 10. maj | Novi Ligure – Pontremoli                   | 184      | Damiano Cunego      | Bradley McGee      |
| 3. etape  | 11. maj | Pontremoli – Corno alla Scale              | 191      | Gilberto Simoni     | Gilberto Simoni    |
| 4. etape  | 12. maj | Porretta Terme – Civitella (Val di Chiana) | 184      | Alessandro Petacchi | Gilberto Simoni    |
| 5. etape  | 13. maj | Civitella – Spoleto                        | 177      | Robbie McEwen       | Gilberto Simoni    |
| 6. etape  | 14. maj | Spoleto – Valmontone                       | 164      | Alessandro Petacchi | Gilberto Simoni    |
| 7. etape  | 15. maj | Frosinone – Montevergine                   | 214      | Damiano Cunego      | Damiano Cunego     |
| 8. etape  | 16. maj | Giffoni Valle Piana – Policoro             | 214      | Alessandro Petacchi | Damiano Cunego     |
| 9. etape  | 17. maj | Policoro – Carovigno                       | 142      | Fred Rodriguez      | Damiano Cunego     |
| Hviledag  |         |                                            |          |                     |                    |
| 10. etape | 19. maj | Porto Sant'Elpidio – Ascoli                | 146      | Alessandro Petacchi | Damiano Cunego     |
| 11. etape | 20. maj | Porto Sant'Elpidio – Cesena                | 228      | Emanuele Sella      | Damiano Cunego     |
| 12. etape | 21. maj | Cesena – Treviso                           | 210      | Alessandro Petacchi | Damiano Cunego     |
| 13. etape | 22. maj | Trieste – Altopiano Carsico                | 52 (ITT) | Serhij Hontsjar     | Jaroslav Popovitsj |
| 14. etape | 23. maj | Trieste – Pula (Kroatien)                  | 175      | Alessandro Petacchi | Jaroslav Popovitsj |
| 15. etape | 24. maj | Porec (Kroatien) – San Vendemiano          | 234      | Alessandro Petacchi | Jaroslav Popovitsj |
| 16. etape | 25. maj | San Vendemiano – Falzes                    | 217      | Damiano Cunego      | Damiano Cunego     |
| Hviledag  |         |                                            |          |                     |                    |
| 17. etape | 27. maj | Bruneck – Fondo                            | 153      | Pavel Tonkov        | Damiano Cunego     |
| 18. etape | 28. maj | Cles – Bormio                              | 118      | Damiano Cunego      | Damiano Cunego     |
| 19. etape | 29. maj | Bormio – Presolana                         | 122      | Stefano Garzelli    | Damiano Cunego     |
| 20. etape | 30. maj | Clusone – Milano                           | 149      | Alessandro Petacchi | Damiano Cunego     |

## Endelig resultatliste

### Sammenlagt
| Plads | Cykelrytter        | Nation     | Hold                    | Tid      |
| ----- | ------------------ | ---------- | ----------------------- | -------- |
| 1     | Damiano Cunego     | Italien    | Saeco                   | 88:40.43 |
| 2     | Serhij Hontsjar    | Ukraine    | De Nardi                | + 2.02   |
| 3     | Gilberto Simoni    | Italien    | Saeco                   | + 2.05   |
| 4     | Dario Cioni        | Italien    | Fassa Bortolo           | + 4.36   |
| 5     | Jaroslav Popovitsj | Ukraine    | Landbouwkrediet-Colnago | + 5.05   |
| 6     | Stefano Garzelli   | Italien    | Vini Caldirola          | + 5.31   |
| 7     | Wladimir Belli     | Italien    | Lampre-Caffita          | + 6.12   |
| 8     | Bradley McGee      | Australien | Francaise des Jeux      | + 6.15   |
| 9     | Tadej Valjavec     | Slovenien  | Phonak                  | + 6.34   |
| 10    | Juan Manuel Gárate | Spanien    | Lampre-Caffita          | + 7.47   |

### Bjergtrøjen
| Plads | Cykelrytter     | Nation   | Hold         | Point |
| ----- | --------------- | -------- | ------------ | ----- |
| 1     | Fabian Wegmann  | Tyskland | Gerolsteiner | 56    |
| 2     | Damiano Cunego  | Italien  | Saeco        | 54    |
| 3     | Gilberto Simoni | Italien  | Saeco        | 36    |

### Pointtrøjen
| Plads | Cykelrytter         | Nation   | Hold          | Point |
| ----- | ------------------- | -------- | ------------- | ----- |
| 1     | Alessandro Petacchi | Italien  | Fassa Bortolo | 250   |
| 2     | Damiano Cunego      | Italien  | Saeco         | 153   |
| 3     | Olaf Pollack        | Tyskland | Gerolsteiner  | 148   |